# La cena de le ceneri
La cena de le ceneri è il primo dialogo filosofico che Giordano Bruno pubblica a Londra. Bruno scrisse l'opera in italiano, dedicandola all'ambasciatore francese Michel de Castelnau, presso il quale era ospite dopo aver lasciato la Francia nell'aprile del 1583. Inquadrabile nell'ambito della filosofia della natura, si collega alla teoria copernicana, con la quale l'autore descrive un universo infinito nel quale il divino è onnipresente, la materia eterna e in perenne mutazione.

## Generalità
(La cena de le ceneri, 1956; Teofilo: dialogo V)
L'opera è divisa in cinque dialoghi, i protagonisti sono quattro e fra questi Teofilo può considerarsi il portavoce dell'autore. Bruno immagina che il nobile sir Fulke Greville, il giorno delle Ceneri, inviti a cena Teofilo, Bruno stesso, Giovanni Florio, precettore della figlia dell'ambasciatore, un cavaliere e due accademici luterani di Oxford, i dottori Torquato e Nundinio.
Si ritiene che l'incontro, e quindi la cena stessa, sia effettivamente avvenuto presso gli appartamenti reali a uso di Greville, nei pressi di Whitehall, il 15 febbraio del 1584. In una delle deposizioni all'Inquisizione di Venezia, Bruno descriverà la cena come svoltasi invece a casa dell'ambasciatore di Francia. I nomi Torquato e Nundinio corrisponderebbero allora realmente a due accademici coi quali Bruno discusse quella sera e che egli menziona con nomi fittizi ma allusivi: «doi suggetti con la raggion di nomi loro, se la vorrete capire»; Torquato rimanda a torques ("collana"), perché costui indossava due vistose collane, mentre Nundinio, la cui mano «contenea dodeci anella in due dita», rimanda a nundinae ("mercato"), per l'uso che allora avevano i mercanti di portare molti anelli.
Rispondendo alle domande di Smitho, Prudenzio e Frulla, Teofilo racconta lo svolgersi della conversazione e così espone le teorie del Nolano. Come di consuetudine, Bruno fa precedere alla dedica introduttiva una poesia che intitola Al mal contento.
La pubblicazione di quest'opera suscitò molte polemiche sia negli ambienti accademici inglesi che in quelli reali, e Bruno preferì rifugiarsi presso l'ambasciata francese di cui era ospite, restando sotto la protezione dell'ambasciatore. Abbiamo una testimonianza dello stesso Bruno di quanto era accaduto in De la causa, principio et uno, opera pubblicata di lì a poco e dedicata proprio all'ambasciatore Michel de Castelnau, al quale egli scrive:
(De la causa, principio et uno, a cura di Giovanni Aquilecchia, 1973, proemiale epistola)
Nel primo dialogo di quest'opera Bruno chiarisce il suo intento scusandosi: non era sua intenzione offendere l'intero corpo accademico né la nazione inglese, essendo il suo bersaglio i due accademici coi quali aveva interloquito e non altri.

## Il testo
(La cena de le ceneri, 1956; íncipt)
Mentre il primo e il secondo dialogo descrivono gli avvenimenti che hanno favorito l'incontro e quindi la cena, il confronto fra il Nolano e i due dottori di Oxford occupa i successivi due, prima con Nundinio quindi con Torquato rispettivamente. Nell'ultimo dialogo il filosofo approfondisce alcuni aspetti particolari della sua visione.
La scelta della forma dialogica non è inconsueta, basti pensare ai dialoghi di Platone, ma Bruno dà al dialogo (a questo come ai successivi in lingua italiana) un'impronta inusuale che accosta il dialogo al teatro. Così, mentre il Candelaio poteva considerarsi una commedia filosofica, questi dialoghi sono "filosofia in forma di commedia".
Nei dialoghi Bruno non perde l'occasione di deridere i due dottori, che tutti dediti al rigore della grammatica e all'eloquenza nel discorrere, si lasciano sfuggire il contenuto degli argomenti.

### Dialogo primo
Bruno elogia apertamente l'opera innovativa dell'astronomo polacco Copernico, che col suo De revolutionibus (1543) poneva il Sole al centro delle orbite planetarie anziché la Terra, ponendosi così in netto contrasto con il sistema tolemaico, teoria ufficialmente ritenuta per vera in quei tempi. Subito però il Nolano prende le distanze da Copernico stesso, affermando di fidarsi soltanto dei propri occhi «quanto al giudizio e la determinazione». Copernico allora è un innovatore che mostra la strada verso più profondi traguardi, colui che «dovea precedere l'uscita di questo sole de l'antiqua vera filosofia, per tanti secoli sepolta nelle tenebrose caverne de la cieca, maligna, proterva ed invida ignoranza.» La "vera filosofia" è quella che il Nolano si appresta a esporre.

### Dialogo secondo
Il secondo dialogo ospita la descrizione che Teofilo fa a Prudenzio e Frulla dell'invito da parte di Grivello e del successivo percorso per recarsi a casa di costui, percorso che assume tutte le tinte di un viaggio tanto avventuroso quanto simbolico, un cammino che «si precipita in una topografia morale.» Florio e un suo amico, Matthew Gwinne si recano all'ambasciata per prelevare Bruno (il Nolano), ma vi giungono in ritardo. Florio, Bruno e Teofilo si incamminano verso lo Strand quando ormai è sera, quindi decidono di continuare il tragitto in barca lungo il Tamigi. La barca si fa attendere e quando giunge, «par una de le reliquie del diluvio». A bordo, Florio e Bruno si mettono a recitare versi dell'Ariosto. I barcaioli, forse intimoriti, accostano e fanno scendere i passeggeri. Costoro, dopo aver vagato fra vicoli bui e impantanati, finiscono per ritrovarsi «vintidui passi discosti da onde eravamo partiti». Qualcosa sembra frapporsi fra Bruno e l'incontro, ma il filosofo non desiste, a dispetto dell'oscurità, delle difficoltà, dell'orario e della stanchezza: «Le cose ordinarie e facili son per il volgo ed ordinaria gente; gli uomini rari, eroichi e divini passano per questo camino de la difficoltà, a fine che sii costretta la necessità a concedergli la palma de la immortalità.» Dopo alcuni incontri poco rassicuranti, finalmente giungono nel luogo dell'appuntamento. Il viaggio è terminato e i tre prendono posto a tavola insieme ai due dottori Torquato e Nundinio, a Grivello e un non specificato cavaliere.
La descrizione è densa di particolari, digressioni e citazioni: un complesso di elementi di non facile interpretazione, che come anticipa l'autore stesso, è degno degli «occhi di Linceo».

### Dialogo terzo

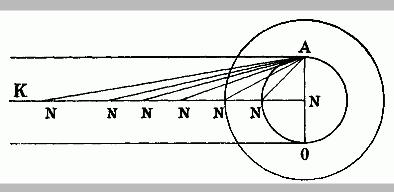
Comparazione delle dimensioni di due corpi celesti, fig. 4 dal dialogo III («Quella raggione che la linea AN, essendo diametro, fa l'angolo retto ne la circonferenza; dove è il secondo loco, lo fa acuto; nel terzo piú acuto; bisogna ch'al fine dovenghi a l'acutissimo, ed al fine a quel termine che non appaia piú angolo, ma linea.»)

Una delle questioni che Bruno affronta nel terzo dialogo, alla quinta proposta di Nundinio, è quella del moto dei corpi sulla Terra: se fosse questa a muoversi e non il Sole «sarebbe impossibile che una pietra gittata a l'alto potesse per medesma rettitudine perpendicolare tornare al basso». Bruno, anticipando largamente Galileo Galilei, confuta l'obiezione proponendo il famoso esempio della nave in movimento nella quale il comportamento dei sistemi meccanici non cambia rispetto a quello osservato da uno sperimentatore sulla terra: è il cosiddetto "principio di relatività galileiana"; esempio che sarà appunto riproposto dall'astronomo pisano nel suo Dialogo sopra i massimi sistemi.

### Dialogo quarto
In questo dialogo Bruno affronta quegli argomenti più strettamente teologici che riguardano però la cosmologia e la scienza in generale. La Bibbia afferma che la Terra è immobile al centro dell'universo, e questo purtroppo è il motivo per cui molti filosofi naturali, per assecondare le Sacre Scritture, si sforzano di sostenere quella assunzione anche a dispetto dell'evidenza. Ma la Bibbia non si occupa di argomenti scientifici, questa è l'audace conclusione del filosofo, per cui non va presa alla lettera. La Bibbia è stata scritta per «il volgo e la sciocca moltitudine», e l'errore non è tanto quello delle Scritture, ma quello di teologi e filosofi che non hanno compreso questo fatto fondamentale.
La discussione fra il Nolano e Torquato procede accendendosi sempre più su tali questioni, al punto che il filosofo non riuscendo più ad argomentare di fronte alle sterili accuse del dottore che lo incolpava di non portare fatti alle sue ipotesi, si alzò da tavola lamentandosi con Florio che gli aveva fatto incontrare persone non all'altezza del suo ragionare. I commensali pregano il Nolano di riprendere posto, cosa che egli fa scusandosi con il dottor Torquato, dicendogli di non odiarlo affatto, o per lo meno odiandolo quanto poteva odiare sé stesso da giovane, quando «era men saggio e men discreto» La discussione procede ancora, ma inevitabilmente il Nolano non può far a meno di riprendere continuamente i due dottori che pur volendo discutere dell'opera di Copernico, mostrano di non averla letta per intero, avendo più verosimilmente guardato soltanto le figure.

### Dialogo quinto
Nell'ultimo dialogo Bruno si occupa di alcuni argomenti non approfonditi durante la discussione della cena, ormai terminata. Il primo argomento riguarda le stelle nell'ottava sfera, cioè le stelle nel firmamento, che sia secondo la visione geocentrica sia copernicana erano ritenute fisse, immobili. Bruno conclude che così non può essere, entrambi i sistemi errano perché il movimento di quelle stelle non è percettibile, similmente a quello di una nave in lontananza, che se percorre un breve tragitto «non meno parrà che la stii ferma». L'ultima sfera non esiste, e queste stelle sono distribuite in uno «spacio infinito». Bruno non è un astronomo, la sua conclusione viene da un'intuizione che egli considera necessariamente vera nella sua visione del cosmo: sarà soltanto nel XVIII secolo che verrà misurato il movimento proprio di una stella, la gigante rossa denominata Arturo.
Quindi Bruno si chiede (Smitho chiede a Teofilo, nella finzione del dialogo) il perché del moto della Terra. Moto composto, di rotazione e di rivoluzione attorno al Sole, ai quali vanno aggiunti tutti gli altri moti locali, delle acque, delle masse d'aria, eccetera. Per il filosofo questi movimenti sono la necessaria conseguenza del fatto che la materia è viva, ogni corpo vivente si rinnova rinascendo continuamente, ogni aggregato ha necessariamente i suoi moti, che derivano da un principio interno.
Infine il filosofo torna sull'argomento della materia. Per Bruno non v'è creazione né distruzione: la morte è soltanto il disfacimento del composto, dell'aggregato di atomi. Ciò di cui ogni cosa è costituita, la materia, è dunque eterna, «incorrottibile», e tutto nel mondo è in continua trasformazione: gli atomi si ricompongono incessantemente dando luogo all'infinita varietà delle cose naturali, per cui «molti et innumerabili individui vivono non solamente in noi, ma in tutte le cose composte».
È questo dunque il senso che il filosofo dà alla "trasmigrazione": non esiste per Bruno un'anima che si reincarni, sia perché tutto è animato dal medesimo, eterno spirito vitale, e quindi tutto vive in tutti per sempre, sia perché non esiste un'anima individuale: nessuna questione morale sottende il perenne riorganizzarsi degli aggregati.

## Contenuti

### L'uomo e il cosmo

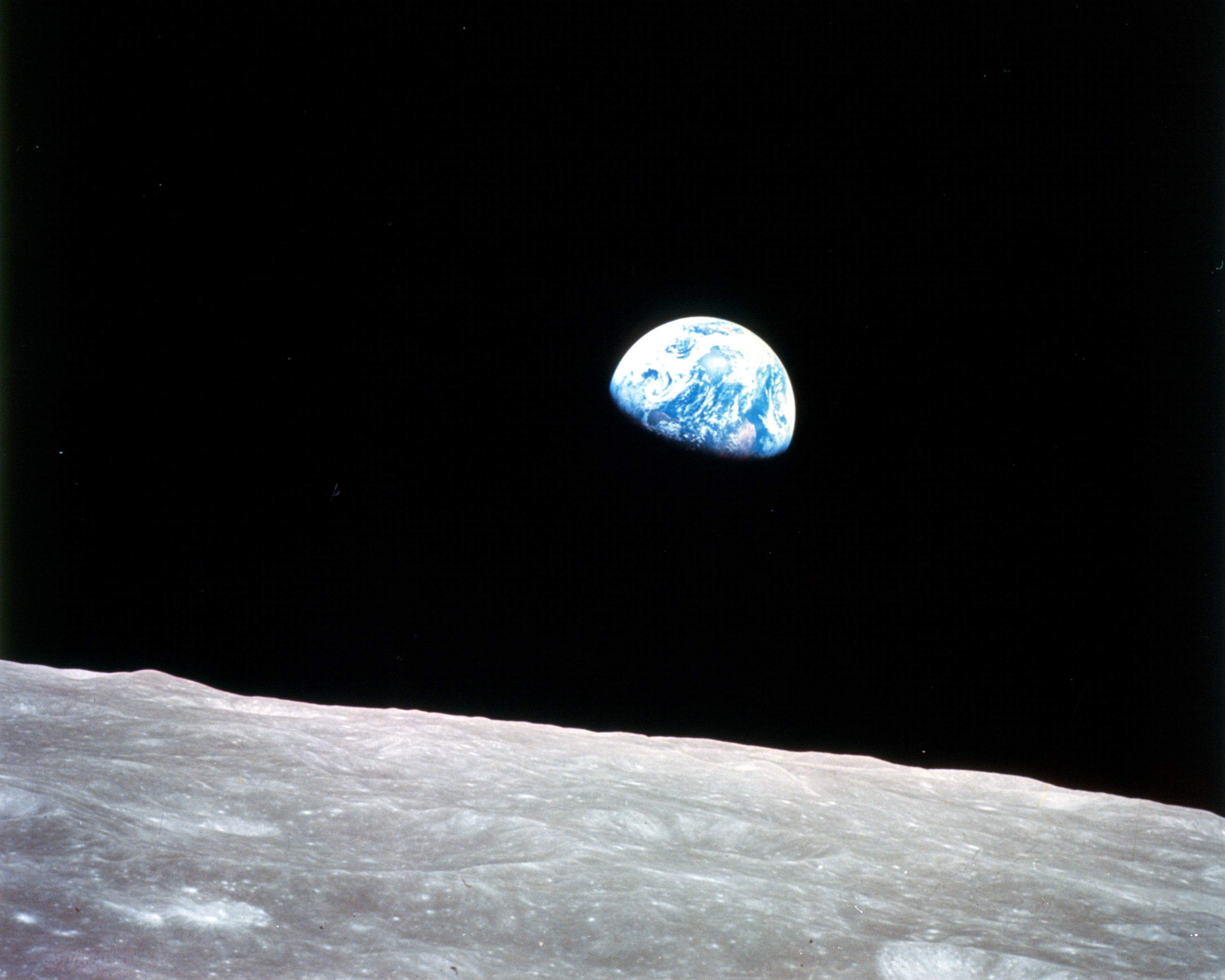
La Terra vista dalla Luna («Non più la luna è cielo a noi, che noi alla luna»)

Bruno va oltre l'eliocentrismo di Copernico, e senza essere un astronomo egli intuisce che le stelle che vediamo nel cielo, solo apparentemente fisse, sono altrettanti soli simili al nostro, effetto infinito di una causa senza limiti, tematica che svilupperà a fondo nel De la causa e nel De l'infinito immaginando un universo infinito fatto di mondi innumerabili, ma già nella Cena egli è ben chiaro:
(La cena de le ceneri, 1956; Teofilo: dialogo I)
Il divino è quindi dentro di noi, dentro ognuno di noi, compresi gli abitatori di altri mondi; e così come noi osserviamo la Luna nel cielo, egualmente apparirà la Terra vista dalla Luna. Nello scrivere La cena de le ceneri, Bruno è ben consapevole di porsi in contrasto con le istituzioni della Chiesa, di negare le Sacre scritture: la sua preoccupazione è anche quella di cercare allora di conciliare la "vera filosofia" con la fede o almeno di trovare spazi nei quali filosofia e fede non entrino in contrasto. La conclusione del filosofo è che le Scritture non sono opere che trattano le cose della natura, ma si occupano di questioni morali, e per riuscire nel loro intento, farsi cioè comprendere dal popolo in modo che questo «venghi a capire quel ch'è principale», non si preoccupa di esporre quelle cose secondo verità. Leggere le Scritture non intendendole per quello che invece sono, metafore esplicative, conduce a interpretazioni anche molto differenti l'una dall'altra, ecco perché ebrei, cristiani e musulmani finiscono con l'affermare tutto e il contrario di tutto a partire dalla medesima lettura.

### Il viaggio verso la cena
La storica e saggista britannica Frances Yates (1899 – 1981) si è occupata a lungo della tradizione dell'arte della memoria e delle correnti filosofiche a questa tradizione collegate nel periodo del Rinascimento. Yates ha interpretato l'opera di Giordano Bruno prevalentemente dal punto di vista dell'ermetismo, dando del filosofo una figura particolare, quella di un "religioso ermetico" la cui dottrina si basa soprattutto sulla potenza dell'immaginazione e sulla facoltà mnemonica a questa collegata. Questa visione magica della natura si riflette in tutte le sue opere, ed è in questo senso che ella interpreta il curioso racconto che Bruno dà del viaggio descritto nel secondo dialogo.
La cena sarebbe quindi un esempio di sviluppo di un'opera letteraria coi mezzi dell'arte della memoria: le strade, gli episodi, i particolari, le citazioni e tutti gli elementi che confluiscono nel racconto del viaggio si configurerebbero come sostrati della memoria degli argomenti della Cena medesima, così come teorizzati in Ars memoriae. Le allegorie che comunque arricchiscono il racconto, parlano dell'esperienza personale del filosofo: per esempio, la barca che ricorda il diluvio universale sarebbe la Chiesa cattolica, che lo fa scendere, cioè lo allontana per poi far sì che egli si ritrovi prossimo al punto di partenza: il protestantesimo.